# 다니엘 피틀리

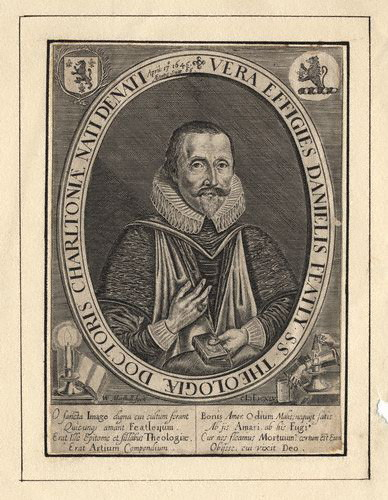
다니엘 피틀리의 초상화

다니엘 피틀리(Daniel Featley, 1582년 3월 15일 - 1645년 4월 17일)는 잉글랜드의 신학자이다. 1620년대에 칼빈주의의 논쟁가로 찰스 1세에 충성을 하여 의회와 어려움에 휩싸여서 결국에는 감금이 되어 감옥에서 숨졌다.

## 신학
그는 제1차 니케아 공의회에 있었던 문구 중 하나님의 하나님에 대하여 의문을 품고, 그리스도의 신성에 대하여 공의회를 참고할 것을 반대하였다.

### 능동적 순종에 대한 입장
웨스트민스터 총회에서 그는 그리스도의 능동적 순종에 대한 찬성으로 반대하는 의견 5가지에 대하여 반박을 하였을 뿐만 아니라, 그 교리가 옳다는 5가지 이유를 들었다.